# Lythrypnus crocodilus
Lythrypnus crocodilus es una especie de peces de la familia de los Gobiidae en el orden de los Perciformes.

## Morfología
Los machos pueden llegar a alcanzar los  cm de longitud total

## Distribución geográfica
Se encuentra desde las Bahamas y Antillas hasta Tobago. También está presente en Belice, Honduras y la Isla Providencia (Nicaragua ).

## Observaciones
Es inofensivo para los humanos.